# Ліський деканат
Ліський деканат — колишня структурна одиниця Перемишльської єпархії греко-католицької церкви з центром в м. Лісько. Очолювалась Деканом.

## Історичні відомості
З 1772 року деканат налічував 26 парафій, у 1784 році — 31 церкву і 7 приходів без церков, а декан був у с. Монастирець. У 1790—1795 роках — 25 парафій і 7647 осіб парафіян (6,2 особи в родині).
У 1828 році складалася з 14 парафій у таких населених пунктах: Бібрка, Креців, Лісько, Лещава Гірна, Ліщовате, Монастирець, Постолів, Середниця, Стефкове, Тирява Сільна, Тирява Волоська, Угерче, Ваньківа, Завадка.
У 1924 році від Ліського деканату відійшли три парафії — Лещава Гірна (Бірчанський деканат), Стефкове (Устрицький деканат), Тирява Сільна (Сяніцький деканат), але приєднані чотири з ліквідованого Вільховецького деканату — Чашин, Лукове, Середнє Велике і Тернава Гірна. З того часу деканат налічував 15 парафій.
У 1932 р. виокремлена парафія в с. Пашова з парафії Тирява Волоська.
У 1936 р., після передачі Бірчанському деканату парафії Креців, до Ліського деканату входили 15 парафій (з іншими селами у складі парафії):
1. Бібрка (Мичківці, Здвижень)
2. Ванькова (Ропенка, Бреликів)
3. Завадка (Станкова, Розпутє)
4. Лісько (Веремінь, Янківці, Посада Ліська, Глинне, Гузелі)
5. Ліщовате
6. Лукове
7. Монастирець (Безмігова, Лукавиця)
8. Пашова
9. Постолів (Воля Постолова)
10. Середниця (Дзвиняч Долішній, Романова Воля)
11. Середнє Велике (Хотінь)
12. Тернава Гірна (Великополе, Вільхова, Тернава Долішна)
13. Тирява Волоська (Ракова)
14. Угерці Мінеральні (Руденка, Орелець)
15. Чашин (Березовець)

У такому вигляді деканат Лісько проіснував до 1946 р., коли його ліквідували, а більшість прихожан насильно виселили в СРСР.

### Декани
- до 1828 — о. Василь Кавалкевич,
- 1828—1847 — о. Петро Менчинський,
- 1847—1866† — о. Антін Ганчаківський,
- 1866—1897† — о. Олександр Пундишевич,
- 1897—1900† — о. Михайло Ясеницький,
- 1900—1918† — о. Іван Бірецький,
- 1923—1933† — о. Михайло Сливинський,
- 1933—(1946) — о. Олександр Стеранка.

### Кількість парафіян
1828 — 13 968 осіб, 1840 — 17 513, 1850 — 16 709, 1860 — 16 728, 1870 — 18 180, 1880 — 18 421, 1891 — 20 388, 1900 — 22 167, 1914 — 24 585, 1924 — 22 340, 1930 — 22 428, 1939 — 21 797 осіб відповідно.